# 赤木春恵
赤木 春恵（あかぎ はるえ、1924年〈大正13年〉3月14日 - 2018年〈平成30年〉11月29日）は、日本の女優。本名、小田 章子（おだ あやこ）。
旧芸名、赤木 春生（あかぎ はるみ）。身長152cm、血液型はB型。
自身の個人事務所でもあったオフィスのいりに所属。
日本喜劇人協会相談役。満州長春県（現・中華人民共和国吉林省長春市）出身。東京都府中市に居住していた。

## 来歴・人物
父は南満州鉄道の産婦人科医だったが、赤木が3歳の時に死去した。
1933年に帰国して京都に住み、女学校卒業後の1940年に松竹にニューフェイスとして入社し、同年に映画『二本松少年隊』でデビュー。この時の芸名は赤木春生（あかぎ はるみ）だった（名付け親は映画監督の伊藤大輔）。同年、慰問団（戦地の兵士たちを慰問するための演芸派遣団）のトラックの上で、“心の友”としてその後長い親交を結んだ森光子と出会う。
1943年、大映へ移籍、1945年、松竹で助監督をしていた兄が設立した慰問劇団に参加するため大映を退社し、満州各地を巡業した。途中で兄が現地召集されたため、劇団の座長となり満州全土を慰問で巡った。終戦時にはハルビン市にいたが、アパートのような所で仲間数人と暮らしながら、街路で長襦袢など身の回りの物を売って食い繋いだ。満州ではソ連兵による日本人女性に対する性暴行事件が激発していたが、実際に赤木らの部屋をソ連兵が訪ねて来た際は、女優の機転で「一番汚い衣装を身にまとって、顔はドーランを塗って影をつけて。頭は粉おしろいとか練りおしろいで、サッサッサッとハケで」「とても汚い女たちの集まり」「変なおばあさん」に変装、ソ連兵は『ニェ・ハラショー（良くない）』と言って立ち去り事なきを得たという。ソ連軍撤退後に中国共産党の八路軍が入って来たため入れられた現地の収容所では、藤山寛美らと泉鏡花の『婦系図』を演じた。ダンスホールで働いた事や、発疹チフスに感染し生死の境を彷徨った事もあった。1946年10月、葫芦島からの日本人送還船で博多港に帰国。
その後、大映へ復帰した際、片岡千恵蔵から「春生では男か女か分からないから、春恵にしたらどうか」と勧められ、芸名を改める。
1947年、東映のプロデューサーであった栄井賢（本名；小田 賢五郎） と結婚し、一女を儲け、1948年、東映に移籍（これ以降、大作や小品の別なく年相応の脇役を長く務めた）。
1959年、森繁久彌主催の森繁劇団に参加するためにフリーとなる。
1973年に公開された「海軍横須賀刑務所」では勝新太郎の母親役を演じた。
1974年、『四季の家』で橋田壽賀子脚本の作品に初出演。以降、橋田壽賀子や石井ふく子プロデュース作品への出演が増加。
1979年からは『3年B組金八先生』にて当時としては珍しかった女性校長の君塚美弥子役でレギュラー出演し、当たり役を得る（レギュラー降板後もゲスト出演しており、教育関係者から講演も頼まれたほどだった）。
1983年、著書『おばあちゃんの家事秘伝』がベストセラーになる。
1991年、夫・栄井が肺がんで他界。
1990年からは『渡る世間は鬼ばかり』がスタートし、角野卓造演じる勇の母親であるキミ役で出演し、泉ピン子が演じる嫁をイビり、何かに付けて文句を言ったり難癖を付ける憎まれ役が評判を呼び、再び当たり役となった。2005年に「舞台の仕事に専念したい」との本人の意向で、一時的に降板となるが、途中で復帰しており、ほぼすべてのシリーズに出演した。
2007年（平成19年）秋に乳がんが見つかり、同所属事務所所属で公私共に仲が良かった後輩で友達でもある大空眞弓に相談して病院を紹介してもらい、年末に左乳房を全摘出して完治後に再び渡鬼最終シリーズ最終回で復帰し、2013年SP(ドラマ遺作)まで出演を続けた。
2011年（平成23年）6月13日には、コロッケの東京・明治座7・8月舞台公演の製作発表会に座長のコロッケと共に出席して会見を開き、親交の深いコロッケの舞台を最後に「これで私の卒業公演にしたい」と舞台からの引退を宣言した（理由は「現在は健康だが、いつご迷惑を掛けるか分からない。余裕のあるときにお別れした方がいいと思った。」と述べている）。舞台エンディングでは親友の森光子から花束と共に届いた。「戦争のつらい経験を乗り越えてきたからこそ、ここまで頑張ってこられました。いつも二人で支え合って来たわね。」という手紙を共演の熊谷真実に代読され、「森さんの手紙がグッときました。心友（親友）なんで…。」と感極まっていた。
2012年11月10日、親友の森光子が死去。逝去後にはマスコミから森との思い出話などのインタビューにも応じた。12月7日に青山葬儀場で開かれた森の本葬には、ドラマ共演などが縁で森を実母のように慕って親交が深かった浅丘ルリ子と一緒に参列した。
2013年には『ペコロスの母に会いに行く』に主演し、88歳にして映画初主演を果たす。これは2008年に82歳で映画初主演を果たした菅井きんの記録を大幅に更新するもので、“世界最高齢での映画初主演女優”として、ギネス世界記録に認定された。また、映画への出演も1980年の『二百三高地』以来33年ぶりとなる。同作品では第68回毎日映画コンクール女優主演賞を受賞し、孫の野杁俊希に車椅子を押されて授賞式に出席している。
2014年3月14日に卒寿を迎え、橋田壽賀子・石井ふく子・『渡る世間は鬼ばかり』出演者らと祝いの席に迎えられるも、その席で同日午後6時5分に亡くなった宇津井健の訃報を知らされ、一同悲しみのコメントを述べる。
2015年9月、東京都内の自宅で転倒し左足大腿部を骨折、ただちに入院し、翌10月よりリハビリに専念した。12月には一時帰宅できるまでに回復し、同月、自宅で森の追悼番組の取材に応じた。2013年頃から車椅子を常用する生活となっているが、関係者は「ナレーションや朗読劇などは問題ない」と話しており、本人もなお女優復帰を目指していた。
ちなみに「女優として様々な役を演じてきたが、殺人事件の犯人役だけは大嫌いで断り続けてきた」と発言している。
夫との死別後は娘一家と同居していた。2017年6月9日放送の『爆報! THE フライデー 金八の出演者は今大追跡SP』によると、要介護度4とのことで、また「田原俊彦に会えないのが残念」とも発言していた。最晩年には上述の骨折のほかパーキンソン病により療養生活を送っていたが、2018年11月29日午前5時7分に心不全のため東京都府中市内の病院で死去した。94歳没。
石井組（橋田ファミリー）の代表格だった赤木に対し、石井ふく子は「この世界で唯一ママと呼んでいた」、橋田壽賀子は「厳しさと優しさを同時に表現できる稀有な役者だった」と故人を偲んだ。12月3日の通夜には音無美紀子、えなりかずき、大和田獏、沢田雅美、藤田朋子、武田鉄矢、中村雅俊、名取裕子、杉田かおるなどが訪れ、翌日の4日に杉並区永福の築地本願寺和田堀廟所で葬儀・告別式が営まれ、中村玉緒、佐久間良子、長山藍子、角野卓造、東てる美、岸田敏志、太川陽介、川崎麻世、植草克秀、小林綾子、武田鉄矢、森田順平、沢田亜矢子、石黒賢、宮川一朗太、伊藤つかさなどの赤木と親交があった芸能関係者が500人参列して、石井ふく子、大空真弓、映画「里見八犬伝」・「大殺陣」、「水戸黄門」で共演した里見浩太朗の3人が代表で弔辞を読んだ。法名は「圓優院釋尼春慧」（えんゆういんしゃくにしゅんけい）。通夜、葬儀に出席できなかった泉ピン子や池畑慎之介、宇野なおみなどは自身のブログ内やマスコミからのインタビューなどで哀悼の意を表している。墓所は葬儀が営まれた築地本願寺和田堀廟所。
生前は長年に演じていた役柄は違い、とてもおっとりとした人柄で面倒見も良く、料理が得意だったために調理した弁当やおかずなどを共演者の楽屋へ差し入れしていたという。愛煙家でもあり、共演者や関係者からは「赤木ママ」と慕われていた。2019年1月18日放送の『爆報!THE フライデー』内の赤木逝去後の番組特集では生前の自宅療養中には赤木の意向で親しい芸能人や関係者の訪問、見舞い等は全て断っていたことを赤木の娘である野杁泉が告白している。3月11日の『徹子の部屋』で赤木追悼放送時には野杁泉と大空真弓が出演したが、大空は赤木の形見である着物を着て登場した。
2019年9月16日放送の『渡る世間は鬼ばかり　2019年SP』では、本人同様、生前赤木が23年間演じ続けた小島キミも死去した設定となり、四十九日法要が営まれるシーンが盛り込まれ、遺影という形で6年ぶりに出演した。OPテーマでも大トリで往年と同じく出演者として名前がクレジットされるなど、反響を受けた。また作中では、赤木の実際の法名「圓優院釋尼春慧」が用いられた。

## 出演作品

### テレビドラマ

#### NHK
- 大河ドラマ（総合）
  - 太閤記（1965年） - 渚 役
  - おんな太閤記（1981年） - 大政所 役
  - いのち（1986年） - 工藤イネ 役
  - 利家とまつ〜加賀百万石物語〜（2002年） - うめ 役
- 女優 わが道（1969年、総合） - 田辺文代 役
- 男は度胸（1970年、総合）
- 連続テレビ小説（総合）
  - 藍より青く（1973年） - 村上キク 役
  - おしん（1983 - 1984年） - 神山ひさ 役
  - 春よ、来い（1994 - 1995年） - 矢野原とき 役
- わが美わしの友（1975年11月15日、総合） - 美沙子 役
- 銀河テレビ小説（総合）
  - となりの芝生（1976年） - 秋野波江 役
  - ぼくの姉さん（1978年） - 里見みよ 役
- 男たちの旅路（1979年、総合） - 前原治子（良子の母） 役
- 土曜ドラマ（総合）
  - 兄弟 〜あにおとうと〜（1989年） - 則子 役
  - 新・人間交差点（2006年） - 富岡ハル 役
- 晴れ着ここ一番（2000年、総合） - 今野ふみ子 役
- 夢見る葡萄（2003年、総合） - 小川福 役
- 大地のファンファーレ（2012年、NHK札幌・帯広・BSP） - 穂積トヨ 役

#### 日本テレビ
- 細うで繁盛記（1970年、よみうりテレビ） - 正吾の叔母
- 恋ちりめん（1973年） - 筒井常代
- 水もれ甲介（1974年） - 三ッ森滝代
- 俺たちの旅 第29話「生きるのがへたな男もいるのです」（1976年4月25日） - 森口
- たんぽぽ（1976年） - 君原勝子
- 八丁目のダメ親父!カンナ・トンカチ・キリキリ舞い（1976年） - 金平政江
- いろはの"い" 第15話「追いつめる」（1976年11月16日） - 本郷さよ
- 太陽にほえろ! 第234話「おさな子」（1977年1月14日） - 栗林キヨ
- 愛の死線（1978年） - 古山房江
- かたぐるま（1979年） - 大熊花子
- 火曜サスペンス劇場
  - 産婦人科医・南雲綾子シリーズ（2003 - 2004年） - 南雲深雪
- 花らんまん（1988年、よみうりテレビ） - 宇野イク
- 嵐の中の愛のように（1993年） - 八神清乃
- 男はいらない（1994年） - 向井千鶴
- ザ・シェフ（1995年） - 桜井良江
- さくら道（2009年3月17日、よみうりテレビ） - 曽我ヨネ

#### TBS
- 大岡越前
  - 第2部 第18話「すっとび辰の失恋」（1971年9月13日） - 神さん
  - 第8部 第20話「札つき婆命を賭けた大芝居」（1984年12月3日） - おげん
  - 第15部 第4話「鬼を生き返らせた名医」（1998年9月14日） - お虎
- 事件狩り（1974年）
- おんな家族（1974年） - 野口茂の母
- 放浪記（1974年） - 宮田キク（林芙美子の母）
- Gメン'75 第23話「車椅子の女刑事」（1975年） - トキ
- 放浪家族（1975年、毎日放送） - 田沢友代
- 夜明けの刑事（大映テレビ）
  - 第24話「ふるさとの母に向かって走れ!!」（1975年3月2日）
  - 第49話「就職の秋・人事課長殺人事件」（1975年11月26日）
  - 第77話「ひき逃げされた高校生のナゾ!!」（1976年7月14日） - 花田フミ
- 婚約時代（1976年）
- ほんとうに（1976 - 1977年） - 戸倉克子
- 赤い衝撃（1977年3月25日）
- 冬の運動会（1977年） - 津田光子
- 晴れのち晴れ（1977年） - 増田ひな
- 悪妻行進曲（1977年） - 飯田芳子
- 赤い激流（1977年） - 宮島あや
- 赤い激突（1978年） - 大谷松子
- 風が燃えた（1978年） - 伊藤琴
- 愛がわたしを（1978年） - 川瀬ふみ
- 愛と喝采と（1979年） - 梅津杏子
- 3年B組金八先生（1979 - 2011年） - 君塚美弥子
- 1年B組新八先生（1980年） - 君塚美弥子
- 心（1980 - 1981年） - 沢木喜和
- 青い絶唱（1980 - 1981年） - 鈴木とよ
- 2年B組仙八先生（1981 - 1982年） - 君塚美弥子
- 3年B組貫八先生（1982 - 1983年） - 君塚美弥子
- 結婚（1982年） - 花田ハナ
- おはよう24時間（1982年） - 綾部小里
- おゆう（1983年） - のし
- 年ごろ家族（1984年） - 榎さだ
- 花田春吉なんでもやります（1985年） - 花田フミ
- そして戦争が終った（1985年8月26日） - 皇太后（貞明皇后）
- 愛ってなに（1985年）
- 花のこころ（1985年） - クラ（嘉助の祖母）
- 一家だんらん物語（1986年） - 弥生
- おやじのヒゲ（1986年10月29日） - 戸川初枝
- 西田敏行の泣いてたまるか 第4話「こんな男でよかったら」（1986年）
- 家庭って?（1986年） - 倉本まつ
- 旦那さま大事（1986年） - まつ
- ああ家族（1987年） - 麻生静
- 橋田壽賀子ドラマ おんなは一生懸命（1987 - 1988年） - 神野はつ
- 妻よ妻よ（1987年） - 馬淵婦長
- 忠臣蔵・女たち・愛（1987年） - 能登屋よね（喜造の母）
- ああ嫁さん（1988年）
- ああわが家（1989年） - 高平志乃
- 渡る世間は鬼ばかり（1990 - 2013年、2019年SP[写真出演]） - 小島キミ※2013年SPがドラマ作品遺作
- ああ結婚（1990年） - 上原秀子
- ああ相続（1991年）
- 天までとどけ 6（1997年） - 和田くに子
- 源氏物語 上の巻・下の巻（1991 - 1992年） - 老女房・おとど
- 社長になった若大将（1992年） - 板橋春子
- ああ母さん（1992年）
- 家栽の人（1993年）
- 家族の物語（1993年） - 石坂妙
- 女囚〜塀の中の女たち（1995年） - 菊本玉枝
- 番茶も出花（1997年） - 長野則子
- 水戸黄門
  - 第32部 第11話「紅花咲かせた豪傑女医 -山形-」（2003年10月27日） - お杏
  - 1000回記念スペシャル （2003年12月15日） - お米
  - 第37部 第2話「赤城の山はカカア天下 -前橋-」（2007年4月16日） - お茂
- 月曜ドラマスペシャル
  - 「痛快!バツイチ・トリオ 女だけの便利屋事件簿」（1998 - 1999年） - 村田留
- 月曜ゴールデン
  - 「遺品整理人 谷崎藍子1」（2010年5月24日） - 赤岩松江

#### フジテレビ
- 男の償い（1965年） - 安倍勝恵
- 銭形平次 第3話「謎の夫婦雛」（1966年） - おかん
- 大奥（1968年、関西テレビ） - おかね
- あゝ忠臣蔵（1969年、関西テレビ） - とり
- うちの嫁さんあっちむいてプイ!（1981年） - 矢代元子
- あいつと私（1986年）
- 裸の大将放浪記 39「清とおふくろの味 宮古島編」（1990年3月18日、関西テレビ） - カヨ
- 細うで繁盛記（1994 - 1995年） - 八重子
- ギフト 第2話「大切な思い出を届ける」（1997年4月23日） - 神林トメ
- キッチン・ウォーズ（2006年2月25日） - 香坂春子
- 東京タワー 〜オカンとボクと、時々、オトン〜（2007年） - 藤本ハル（オカンの母）
- 金曜エンタテイメント
  - 「腕まくり看護婦物語7」（1997年5月16日） - 鮫島頼子
  - 「温泉名物女将!湯の町事件簿」（2002 - 2006年） - 村上留

#### テレビ朝日
- 新選組血風録（1965年） - お松
- 素浪人 花山大吉（1970年） - おたつ
- 大忠臣蔵（1971年6月29日） - お才
- 怪談 第10話「雪おんな」（1972年、毎日放送） - もん
- どっこい大作（1973年） - 山崎光子
- 瀧の白糸（1973年） - 小糸
- どてかぼちゃ（1975 - 1976年） - 若月美代
- 非情のライセンス 第2シリーズ 第54話「兇悪の砂丘」（1975年） - 二宮節子
- 七色とんがらし （1976年） - お手伝い・珠子
- 悪女について（1978年） - 鈴木とよ
- 頓珍館おやじ（1980年） - 倉田トキ
- おばあちゃま、壊れちゃったの?（2000年） - 中谷真子

#### テレビ東京
- プレイガール
  - 第51話「女は体で勝負する」（1970年） - 信代
  - 第254話「銃口をやわ肌に向けろ!」（1974年） - 信江
- ドラマ女の手記「女ふたり・半分だけ嫁姑」（1987年）
- カサブランカ物語 怪盗に口づけを!（1990年）

### 映画
- 二本松少年隊（1940年）
- 成吉思汗（1943年） - ハブル
- 王将（1948年） - お峰
- 獄門島（1949年） - 村人
- 旗本退屈男捕物控 前編 七人の花嫁（1950年） - お崎
- 旗本退屈男捕物控 後編 毒殺魔殿（1950年） - お崎
- 殺陣師段平（1950年） - 浜の家のお房
- 紺屋高尾（1952年） - おしん
- 鬼伏せ街道（1953年） - 仲居お仙
- 悪魔が来りて笛を吹く（1954年） - おのぶ
- 一本刀土俵入（1954年） - 居酒屋の酌婦
- 妖異忠臣蔵（1954年） - おかく
- 水戸黄門漫遊記 地獄極楽大騒ぎ（1954年） - 宿のお神お松
- お坊主天狗（1954年） - 女将おきち
- 竜虎八天狗（1954年） - おりゅう
- 新選組鬼隊長（1954年） - 料亭仲居
- 水戸黄門漫遊記 闘犬崎の逆襲（1954年） - お局浪路
- 初恋ワルツ（1955年） - 秀菊
- 血槍富士（1955年）
- 彦佐と太助 俺は天下の御意見番（1955年） - 下女・お金
- 彦佐と太助 殴り込み吉田御殿（1955年） - 女中・おたね
- 天兵童子 第一篇 波濤の若武者（1955年） - 腰元
- 天兵童子 第二篇 高松城の密使（1955年） - 腰元
- 天兵童子 完結篇 日の丸初陣（1955年） - 腰元
- 椿説弓張月（1955年） - 磯萩
- 薩摩飛脚（1955年） - 女中・てる
- 笛吹若武者（1955年） - 二位殿
- 旗本退屈男 謎の決闘状（1955年） - 老女田川
- 赤穂浪士 天の巻 地の巻（1956年） - 長屋のお内儀
- ほまれの美丈夫（1956年） - 女房おかね
- 剣豪二刀流（1956年） - 宿の女中おしげ
- 白扇 みだれ黒髪（1956年） - おろく
- 逆襲獄門砦（1956年） - しづ
- 怪談千鳥ヶ淵（1956年） - おせん
- 水戸黄門漫遊記 怪猫乱舞（1956年） - 中老葉未
- 復讐侠艶録（1956年） - 牡丹のおみね
- 髑髏銭（1956年） - 浜
- 海の百万石（1956年） - 汐の井
- 妖蛇の魔殿（1956年） - おつぎ
- 「西遊記」より 孫悟空（1956年） - 仙女一
- 神変美女桜（1956年） - お千
- 新諸国物語・七つの誓い 凱旋歌の巻（1957年） - きぬ
- 任侠清水港（1957年） - おとよ
- 旗本退屈男 謎の紅蓮塔（1957年） - おかね
- 鳳城の花嫁（1957年） - お浜
- 源氏九郎颯爽記 濡れ髪二刀流（1957年） - おかね
- 誉れの陣太鼓（1957年） - お倉
- 阿波おどり 鳴門の海賊（1957年） - おきよ
- 黄金の伏魔殿（1957年） - 佐渡屋おのぶ
- 満月乙女笠（1957年） - 女中お君
- 竜虎捕物陣一番手柄 百万両秘面（1957年） - 長屋の女
- 竜虎捕物陣二番手柄 疾風白狐党（1957年） - 松尾
- 赤穂義士（1957年） - おかね
- 神変麝香猫（1958年） - 楓
- 素っ飛び笠（1958年） - 近所のおかみさん
- 緋ざくら大名（1958年） - 舟宿のおかみ
- 江戸の名物男 一心太助（1958年） - おしま
- 江戸の花笠（1958年） - お新
- 源氏九郎颯爽記 白狐二刀流（1958年） - 谷お春
- 大菩薩峠 第二部（1958年） - 備前屋の仲居
- 大江戸七人衆（1958年） - おかね
- 少年三国志（1958年） - お虎
- 清水港の名物男 遠州森の石松（1958年） - やり手の婆ア
- 血汐笛（1958年） - おりん
- 若君千両傘（1958年） - 女中お浜
- 旗本退屈男（1958年） - おまつ
- 捨てうり勘兵衛（1958年） - 屋台の女将
- 浅間の暴れん坊（1958年） - おきん
- 喧嘩笠（1958年） - 婆や
- 福沢諭吉の少年時代（1958年） - 狐使い
- 丹下左膳 怒濤篇（1959年） - おくら
- 忠臣蔵 櫻花の巻・菊花の巻（1959年） - おとく
- お役者文七捕物暦 蜘蛛の巣屋敷（1959年） - お倉
- お染久松 そよ風日傘（1959年） - およし
- 江戸っ子判官とふり袖小僧（1959年） - うどん屋の客女
- 怪傑黒頭巾 爆発篇（1959年） - おとし
- 血斗水滸伝 怒涛の対決（1959年） - 仲居
- 恋山彦（1959年） - 部落の女
- 里見八犬伝（1959年） - 白比丘
- 浪花の恋の物語（1959年） - 鳴門瀬
- 大岡政談 千鳥の印篭（1959年） - お源
- 少年猿飛佐助（1959年） - 夜叉姫おもん（声の出演）
- 雪之丞変化（1959年） - お芳
- 次郎長血笑記 秋葉の対決 殴り込み道中（1960年） - 茶店の婆さん
- 照る日くもる日（1960年） - お松
- 天保六花撰 地獄の花道（1960年） - おかや
- 壮烈新選組 幕末の動乱（1960年） - お村
- 清水港に来た男（1960年） - 隣家のお内儀
- 嫁さがし千両勝負 恋しぐれ千両勝負（1960年） - お倉
- 半七捕物帖 三つの謎（1960年） - お藤
- 森の石松鬼より恐い（1960年） - お蝶
- 江戸の朝風（1960年） - 小篠の方
- がんばれ! 盤嶽 (1960年)
- 家光と彦左と一心太助（1961年） - お常
- お役者変化捕物帖 弁天屋敷（1961年） - 文字駒
- 花かご道中（1961年） - 般若のお岩
- お奉行さまと娘たち（1961年） - お浅
- 河内風土記 おいろけ説法（1961年） - おます
- 江戸っ子肌（1961年） - おまき
- 江戸っ子奉行 天下を斬る男（1961年） - おくに
- 柳生武芸帳 夜ざくら秘剣（1961年） - 藤の尾
- 赤穂浪士（1961年） - おとき
- 怪人まだら頭巾（1961年） - お民
- 緋ざくら小天狗（1961年） - お初
- 怪人まだら頭巾 紅ぐも地獄（1961年） - お民
- 丹下左膳 濡れ燕一刀流（1961年） - お滝
- お役者変化捕物帖 血どくろ屋敷（1961年） - お新
- 女家族（1961年） - 小畑夫人
- 白馬城の花嫁（1961年） - お咲婆
- 宮本武蔵（1961年） - 竹細工屋老婆
- ちゃりんこ街道（1961年） - おひろ
- 橋蔵の若様やくざ（1961年） - おまつ
- はやぶさ大名（1961年） - 高円
- 怪談お岩の亡霊（1961年） - お色
- 河内風土記 続おいろけ説法（1961年） - お由
- お世継ぎ初道中（1961年） - 藤村
- 港祭りに来た男（1961年） - おまさ
- 権九郎旅日記（1961年） - お梅
- 瞼の母（1962年） - おふみ
- 天下の御意見番（1962年） - 町の女
- べらんめえ長屋 喧嘩纏（1962年） - お吉
- ある大阪の女（1962年） - 管理人のおばさん
- 大江戸の鷹（1962年） - おかね
- ちいさこべ（1962年） - おかん
- 喜劇 駅前温泉（1962年） - アンマ屋主人きよ
- 怪談 三味線堀（1962年） - お時
- 血煙り笠（1962年） - お六
- 宮本武蔵 般若坂の決斗（1962年） - 竹細工屋女房
- 王将（1962年） - お幸
- 江戸っ子長屋（1962年） - お吉
- 伝七捕物帖 女狐小判（1963年） - お春
- この首一万石（1963年） - お増
- 武士道残酷物語（1963年）
- てなもんや三度笠（1963年） - お春
- 用心棒市場（1963年） - お島
- 右門捕物帖 蛇の目傘の女（1963年） - お島
- 雲切獄門帳（1963年） - 置屋の女将
- 五番町夕霧楼（1963年） - お新
- 大殺陣（1964年） - 星野たよ
- 鮫（1964年） - 隣家の老婆
- 肉体の盛装（1964年） - おとき
- バラケツ勝負（1965年） - おかね
- 冷飯とおさんとちゃん（1965年） - 小助店のおかみ
- 大工太平記（1965年） - 太田おこう
- 何処へ（1966年） - 井上つね
- 喜劇 駅前番頭（1966年） - よね子
- 浪曲子守唄（1966年） - 飲み屋のおかみ
- 続・社長千一夜（1967年） - 奈良丸姐さん
- 喜劇 駅前百年（1967年） - お松
- 乱れ雲（1967年）
- 喜劇 駅前開運（1968年） - 鈴江
- めぐりあい（1968年） - おばさん
- 喜劇 競馬必勝法 一発勝負（1968年） - 姫野玉江
- 恋にめざめる頃（1969年） - 吉田夫人
- 水戸黄門漫遊記（1969年） - 茶店老婆
- 昭和残侠伝 死んで貰います（1970年） - 芸者屋のおかみ
- （秘）女子大寮（1970年） - ふみ
- 夜の手配師 すけ千人斬り（1971年） - 行商女
- 喜劇 女売り出します（1972年） - おかみ
- 藍より青く（1973年） - 村上キク
- 野良犬（1973年） - 布恵
- ひとつぶの涙（1973年） - 江川房代
- 海軍横須賀刑務所（1973年） - 志村ふさ
- 樺太1945年夏 氷雪の門（1974年） - 関根しず
- 喜劇 百点満点（1976年） - 女房
- 黒木太郎の愛と冒険（1977年） - 待合の女将
- 日蓮（1979年） - 千日尼
- 二百三高地（1980年） - 木下モト
- 誕生（1984年） - 明の母・はる
- ペコロスの母に会いに行く（2013年） - 主演・岡野みつえ※最高齢主演作、映画作品の遺作

### 舞台
- 縮図（1967年）芸術座
- 夢は巴里か倫敦か（1973年）帝国劇場
- 香華（1975年）芸術座
- 津軽三味線ながれぶし（1976年）帝国劇場
- おもろい女（1978年）芸術座 - 山路たま
- おもろい女（1979年）芸術座
- 機関士ナポレオンの退職（1980年）東京宝塚劇場
- コシノものがたり 心はいつも乙女のように（2005年）明治座 - コシノアヤコ

### テレビアニメ
- アガサ・クリスティーの名探偵ポワロとマープル（2005年、NHK総合） - トッド夫人

### バラエティ・情報番組
- アグネス・チャンのHI!赤チャンネル（フジテレビ）
- 新・アフタヌーンショー（テレビ朝日） - おばあちゃんの家事秘伝（1987年）
- おばあちゃんの知恵袋
- 中居くん温泉（よみうりテレビ） - レギュラー出演
- 愛のエプロン（テレビ朝日） - エプロンガールズ最年長

### CM
- レディーナ(ライオン)
- 薬用養命酒(養命酒製造)
- 写ルンです(富士フイルム)
- ヤノメガネ[19]

### キャラクター
株式会社ピュア（名古屋市）（現NHC）健康食品（宣伝講習販売）　1999年（平成11年）会場入口、ポスター貼付けの写真として（私もピュアのファンです。-女優　赤木春恵）

## 著書
- おばあちゃんの家事秘伝（小学館、1983年）
- 続・おばあちゃんの家事秘伝（小学館、1987年）
- おばあちゃんの冠婚葬祭知恵袋（主婦と生活社、1987年）
- 嫁・姑・小姑・婿 同居の知恵集（主婦と生活社、1990年）
- わたしの遅咲き人生（講談社、1994年）
- あせらず、たゆまず、ゆっくりと。 93歳の女優が見つけた人生の幸せ（扶桑社、2017年）

## 受賞歴
- 1987年（昭和62年）第13回菊田一夫演劇賞
- 1993年（平成5年）秋 紫綬褒章[1]
- 1998年（平成10年）秋 勲四等宝冠章[1][20]
- 1999年（平成11年）橋田文化財団特別賞[1]
- 2010年（平成22年）第19回日本映画批評家大賞・ゴールデングローリー賞[21]
- 2014年（平成26年）第68回毎日映画コンクール・女優主演賞（『ペコロスの母に会いに行く』）
- 2014年（平成26年）第28回高崎映画祭・最優秀女優主演賞（『ペコロスの母に会いに行く』）